# Trot
韩国演歌或韩国歌谣（韓語：트로트、트롯트或뽕짝，直译：「小跑、快步、快步走；音译：特罗特」），是韩国的傳統流行音樂，被稱為是韩国最早期的流行音樂。
韓國演歌據說源於狐步舞（Foxtrot）的音樂，所以它的韓語名稱亦取自狐步舞的英語的最後幾個音節，而這種舞踏有簡單輕快的樂曲。
北朝鲜通常将朝鲜日治时期的童谣、流行歌曲、新民谣、启蒙歌谣等的统称为“启蒙期歌谣”。

## 著名歌手
- 姜世允
- 玄哲
- 南珍
- 薛雲道
- 羅勳兒
- 河春花
- 周炫美
- 朴尚哲
- 張允瀞
- 朴玄彬
- 洪真英
- Lizzy
- 蘇有美（朝鲜语：소유미）
- 李仙姬
- 宇野文子
- 溜三絲
- 宋歌人
- 林英雄
- 永卓
- 李燦元
- 金浩中
- 鄭東元
- 張民好
- 金熙栽

## 參看
- 韓國音樂
- 韓國文化
- 韓國流行文化